# Campeonato Panamericano de Sóftbol Masculino de 2014
El Campeonato Panamericano de Sóftbol Masculino de 2014, fue la IX edición del torneo de sóftbol continental organizado por la Confederación Panamericana de Sóftbol, disputado en la ciudad de Paraná, Argentina, del 24 de octubre al 1 de noviembre de 2014. La selección de Venezuela obtuvo su segundo título, al derrotar en la final al local Argentina, con un marcador de 2-0; mientras que el defensor del título, Canadá, se ubicó en el tercer lugar.
El torneo otorgó cinco (5) cupos para el Campeonato Mundial de Sóftbol Masculino de 2015 realizado en Saskatoon, Canadá. Igualmente, otorgó 5 cupos para el torneo de sóftbol de los Juegos Panamericanos de 2015, con sede en la también, ciudad canadiense de Toronto.

## Participantes
Justo antes del inicio del torneo, la selección de Colombia desistió de participar por problemas económicos.
| - Argentina - Canadá - Colombia - Cuba - Guatemala | - Estados Unidos - México - República Dominicana - Venezuela |

## Formato
Las 8 selecciones disputaron un sistema de todos contra todos. Los cuatro mejores clasificaron a la fase final, que se disputó bajo el Sistema de eliminación Page:
- Primera jornada
  - Semifinal 2: 4.º vs 3.º (SF2). El ganador pasa a la disputa del 3.er lugar. El perdedor se ubica en el cuarto lugar del campeonato.
  - Semifinal 1: 2.º vs 1.º (SF1). El ganador clasifica a la final. El perdedor a la disputa del 3.er lugar.
- Segunda jornada
  - Tercer lugar: Ganador de la SF2 vs Perdedor de la SF1 (TL). El ganador clasifica la final. El perdedor se ubica en el 3.er lugar del campeonato.
  - Final: Ganador del TL vs Ganador de la SF1. El ganador obtiene el campeonato.

En todos los partidos se estipuló la regla de piedad, identificada bajo la terminología de la WBSC como regla de carreras de ventaja. La misma terminaría un partido con 20 o más carreras de diferencia con tres entradas completas, 15 carreras para cuatro entradas, y 7 carreras para 5 entradas.

## Ronda de apertura
- Los horarios corresponden al huso horario de Paraná (UTC -03:00)

| Equipo               | G | P | Av    | Dif | CA | CP | Califica a  |
| -------------------- | - | - | ----- | --- | -- | -- | ----------- |
| Canadá               | 6 | 1 | 0.857 | -   | 20 | 08 | Semifinal 1 |
| Venezuela            | 5 | 2 | 0.714 | 1   | 18 | 07 | Semifinal 1 |
| Argentina            | 5 | 2 | 0.714 | 1   | 20 | 09 | Semifinal 2 |
| Estados Unidos       | 4 | 3 | 0.571 | 2   | 13 | 15 | Semifinal 2 |
| República Dominicana | 3 | 4 | 0.428 | 3   | 16 | 12 |             |
| México               | 3 | 4 | 0.428 | 3   | 11 | 26 |             |
| Guatemala            | 1 | 6 | 0.143 | 5   | 06 | 14 |             |
| Cuba                 | 1 | 6 | 0.143 | 5   | 08 | 21 |             |

| Fecha         | Visitante            | Resultado | Local                |
| ------------- | -------------------- | --------- | -------------------- |
| 24 de octubre | Canadá               | 1-0       | Guatemala            |
| 24 de octubre | Estados Unidos       | 1-2       | México               |
| 24 de octubre | Venezuela            | 1-0       | Cuba                 |
| 24 de octubre | Argentina            | 2-0       | República Dominicana |
| 25 de octubre | Cuba                 | 3-2       | República Dominicana |
| 25 de octubre | Canadá               | 3-1       | México               |
| 25 de octubre | Estados Unidos       | 2-1       | Venezuela            |
| 25 de octubre | Argentina            | 2-0       | Guatemala            |
| 26 de octubre | República Dominicana | 3-2       | Guatemala            |
| 26 de octubre | Estados Unidos       | 4-2       | Cuba                 |
| 26 de octubre | Canadá               | 2-0       | Venezuela            |
| 26 de octubre | Argentina            | 8-2       | México               |
| 27 de octubre | México               | 2-1       | Guatemala            |
| 27 de octubre | Canadá               | 5-1       | Cuba                 |
| 27 de octubre | Estados Unidos       | 1-6       | República Dominicana |
| 27 de octubre | Venezuela            | 3-1       | Argentina            |
| 28 de octubre | República Dominicana | 5-0       | México               |
| 28 de octubre | Estados Unidos       | 3-4       | Canadá               |
| 28 de octubre | Venezuela            | 4-0       | Guatemala            |
| 28 de octubre | Argentina            | 4-1       | Cuba                 |
| 29 de octubre | Cuba                 | 1-3       | Guatemala            |
| 29 de octubre | Canadá               | 3-0       | República Dominicana |
| 29 de octubre | Venezuela            | 4-0       | México               |
| 29 de octubre | Estados Unidos       | 1-0       | Argentina            |
| 30 de octubre | Cuba                 | 0-2       | México               |
| 30 de octubre | Venezuela            | 1-0       | República Dominicana |
| 30 de octubre | Estados Unidos       | 1-0       | Guatemala            |
| 30 de octubre | Canadá               | 2-3       | Argentina            |

## Ronda de campeonato
|  | Semifinal | Semifinal      | Semifinal |   |  | Preliminar final | Preliminar final | Preliminar final |  |           | Final | Final     | Final |
|  |           |                |           |   |  |                  |                  |                  |  |           |       |           |       |
|  | 2         | Venezuela      | 1         |   |  |                  |                  |                  |  |           |       |           |       |
|  | 1         | Canadá         | 0         |   |  |                  |                  |                  |  |           |       | Venezuela | 2     |
|  |           |                |           |   |  | Canadá           | 1                |                  |  | Argentina | 0     |           |       |
|  |           |                | Argentina | 5 |  |                  |                  |                  |  |           |       |           |       |
|  | 4         | Estados Unidos | 1         |   |  |                  |                  |                  |  |           |       |           |       |
|  | 3         | Argentina      | 3         |   |  |                  |                  |                  |  |           |       |           |       |

### Semifinales
| 31 de octubre de 2014, 06:00 (UTC-3) | Canadá | 0 - 1   | Venezuela | Estadio Panamericano de Sóftbol, Paraná, Argentina |   |   |   |   |   |   |
| |        | Reporte |           |                                                    |   |   |   |   |   |   |
| Detalle \| Equipo \| 1 \| 2 \| 3 \| 4 \| 5 \| 6 \| 7 \| C \| H \| E \| \| --------- \| - \| - \| - \| - \| - \| - \| - \| - \| - \| - \| \| Venezuela \| 0 \| 0 \| 0 \| 0 \| 0 \| 0 \| 1 \| 1 \| 4 \| 0 \| \| Canadá \| 0 \| 0 \| 0 \| 0 \| 0 \| 0 \| 0 \| 0 \| 4 \| 0 \|Lanzador inicial: VEN – Erick Álvarez; CAN – Sean Cleary LG: Erick Urbaneja LP: Paul Koert Duración: 2 h 50 min |        |         |           |                                                    |   |   |   |   |   |   |
| Equipo | 1      | 2       | 3         | 4                                                  | 5 | 6 | 7 | C | H | E |
| Venezuela | 0      | 0       | 0         | 0                                                  | 0 | 0 | 1 | 1 | 4 | 0 |
| Canadá | 0      | 0       | 0         | 0                                                  | 0 | 0 | 0 | 0 | 4 | 0 |

| 31 de octubre de 2014, 09:00 (UTC-3) | Argentina | 1 - 3   | Estados Unidos | Estadio Panamericano de Sóftbol, Paraná, Argentina |   |   |   |   |   |   |
| |           | Reporte |                |                                                    |   |   |   |   |   |   |
| Detalle \| Equipo \| 1 \| 2 \| 3 \| 4 \| 5 \| 6 \| 7 \| C \| H \| E \| \| -------------- \| - \| - \| - \| - \| - \| - \| - \| - \| - \| - \| \| Estados Unidos \| 0 \| 0 \| 0 \| 0 \| 0 \| 1 \| 0 \| 1 \| 2 \| 0 \| \| Argentina \| 0 \| 1 \| 0 \| 0 \| 0 \| 2 \| X \| 3 \| 6 \| 1 \|Lanzador inicial: USA – Tony Mancha; ARG – Lucas Mata LG: Lucas Mata LP: Tony Mancha SV: Juan Pottolicchio HRs: ARG – M.Godoy, L.Malarczuk Duración: 2 h 30 m. |           |         |                |                                                    |   |   |   |   |   |   |
| Equipo | 1         | 2       | 3              | 4                                                  | 5 | 6 | 7 | C | H | E |
| Estados Unidos | 0         | 0       | 0              | 0                                                  | 0 | 1 | 0 | 1 | 2 | 0 |
| Argentina | 0         | 1       | 0              | 0                                                  | 0 | 2 | X | 3 | 6 | 1 |

### Preliminar final
| 1 de noviembre de 2014, 06:00 (UTC-3) | Argentina | 5 - 1   | Canadá | Estadio Panamericano de Sóftbol, Paraná, Argentina |   |   |   |   |   |   |
| |           | Reporte |        |                                                    |   |   |   |   |   |   |
| Detalle \| Equipo \| 1 \| 2 \| 3 \| 4 \| 5 \| 6 \| 7 \| C \| H \| E \| \| --------- \| - \| - \| - \| - \| - \| - \| - \| - \| - \| - \| \| Canadá \| 0 \| 1 \| 0 \| 0 \| 0 \| 0 \| 0 \| 1 \| 3 \| 1 \| \| Argentina \| 0 \| 0 \| 0 \| 0 \| 4 \| 1 \| X \| 5 \| 6 \| 1 \|Lanzador inicial: CAN – Lucas Mata; ARG – Sean Cleary LG: Juan Pottolicchio LP: Andy Skelton HRs: ARG – Mariano Montero (1) Duración: 2 h 00 m. |           |         |        |                                                    |   |   |   |   |   |   |
| Equipo | 1         | 2       | 3      | 4                                                  | 5 | 6 | 7 | C | H | E |
| Canadá | 0         | 1       | 0      | 0                                                  | 0 | 0 | 0 | 1 | 3 | 1 |
| Argentina | 0         | 0       | 0      | 0                                                  | 4 | 1 | X | 5 | 6 | 1 |

### Final
| 1 de noviembre de 2014, 09:00 (UTC-3) | Argentina | 0 - 2   | Venezuela | Estadio Panamericano de Sóftbol, Paraná, Argentina |   |   |   |   |   |   |
| |           | Reporte |           |                                                    |   |   |   |   |   |   |
| Detalle \| Equipo \| 1 \| 2 \| 3 \| 4 \| 5 \| 6 \| 7 \| C \| H \| E \| \| --------- \| - \| - \| - \| - \| - \| - \| - \| - \| - \| - \| \| Venezuela \| 0 \| 1 \| 2 \| 0 \| 0 \| 0 \| 0 \| 2 \| 5 \| 0 \| \| Argentina \| 0 \| 0 \| 0 \| 0 \| 4 \| 0 \| 0 \| 0 \| 3 \| 0 \|Lanzador inicial: VEN – Ramon Jones; ARG – Juan Pottolicchio LG: Ramon Jones LP: Juan Pottolicchio Duración: 2 h 21 m. |           |         |           |                                                    |   |   |   |   |   |   |
| Equipo | 1         | 2       | 3         | 4                                                  | 5 | 6 | 7 | C | H | E |
| Venezuela | 0         | 1       | 2         | 0                                                  | 0 | 0 | 0 | 2 | 5 | 0 |
| Argentina | 0         | 0       | 0         | 0                                                  | 4 | 0 | 0 | 0 | 3 | 0 |

## Posiciones finales
| Pos | Equipo               | Calificación            |                       |
| --- | -------------------- | ----------------------- | --------------------- |
|     | Venezuela            | Mundial de Sóftbol 2015 | Panamericanos de 2015 |
|     | Argentina            |                         |                       |
|     | Canadá               |                         |                       |
| 4   | Estados Unidos       | Mundial de Sóftbol 2015 | Panamericanos de 2015 |
| 5   | República Dominicana |                         |                       |
| 6   | México               |                         |                       |
| 7   | Guatemala            |                         |                       |
| 8   | Cuba                 |                         |                       |